# Erfurter Hof

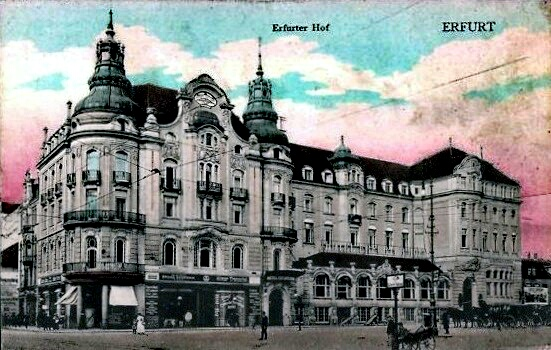
Erfurter Hof AK ca. 1910

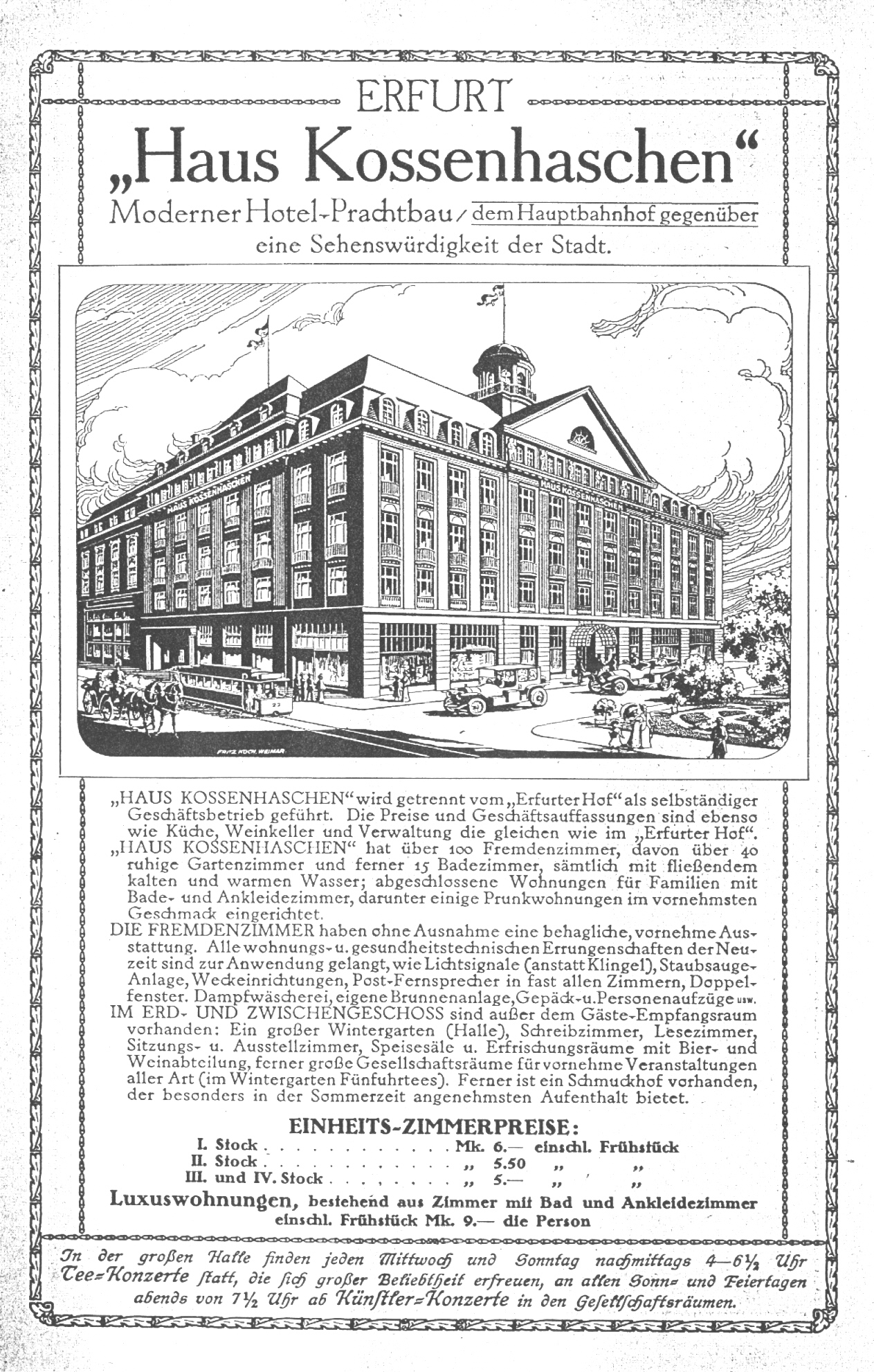
Werbeinserat (um 1920) für Haus Kossenhaschen

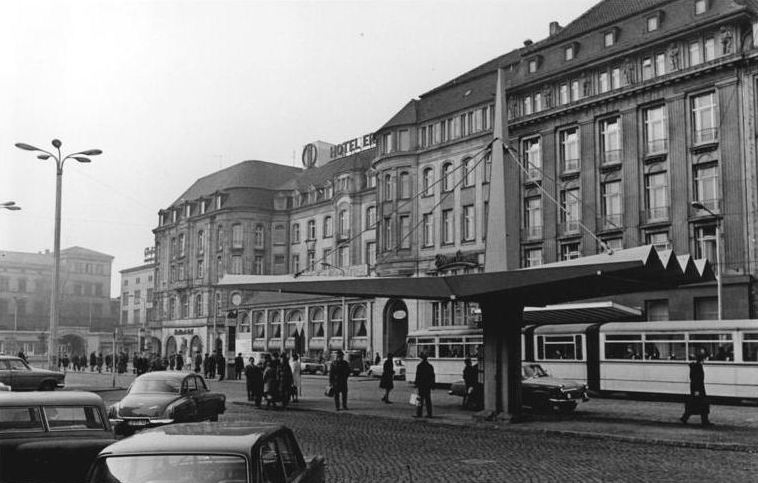
Der Erfurter Hof 1970

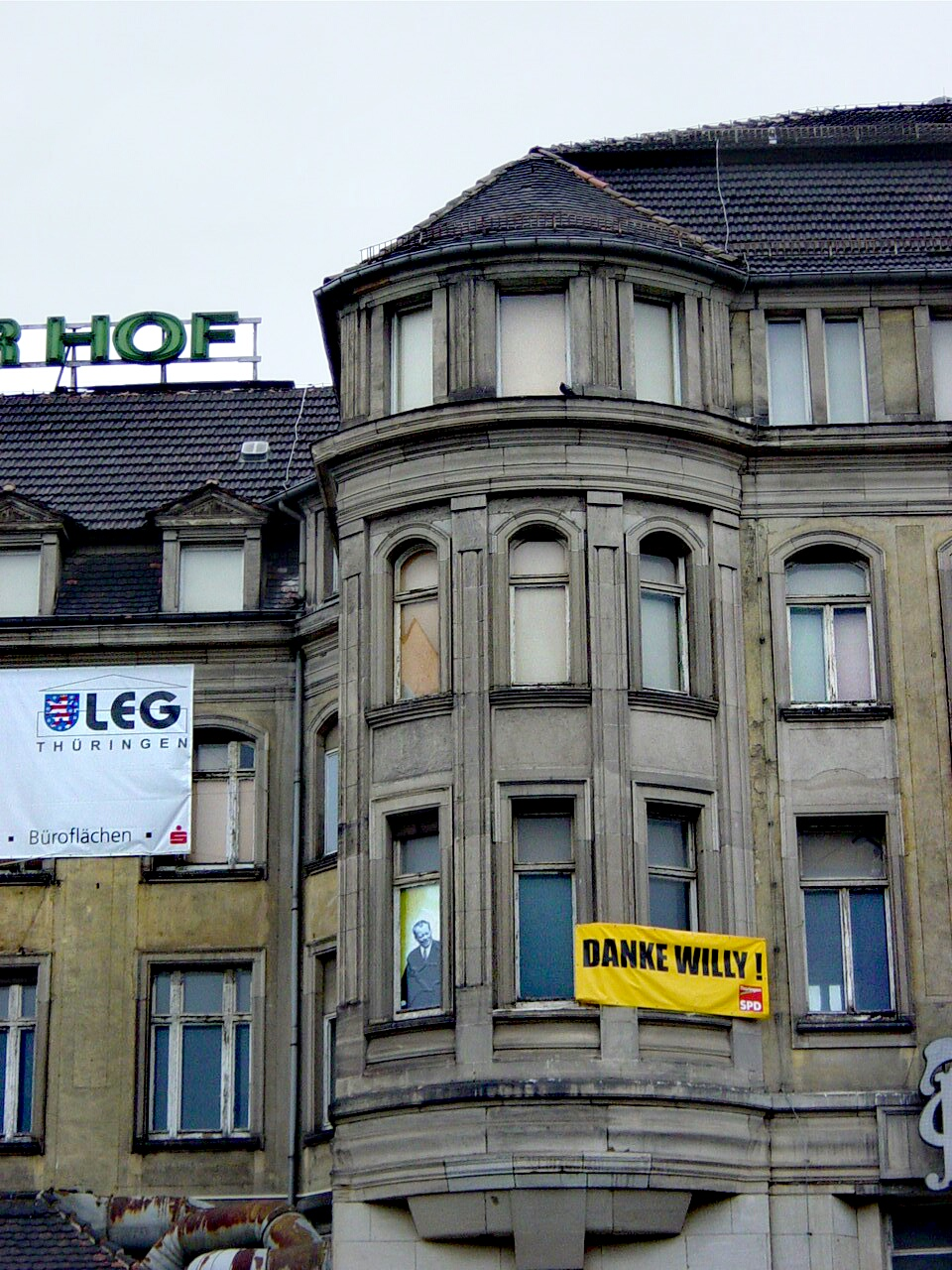
Der Erfurter Hof vor der Sanierung mit markiertem „Willy-Brandt-Fenster“ (2006)

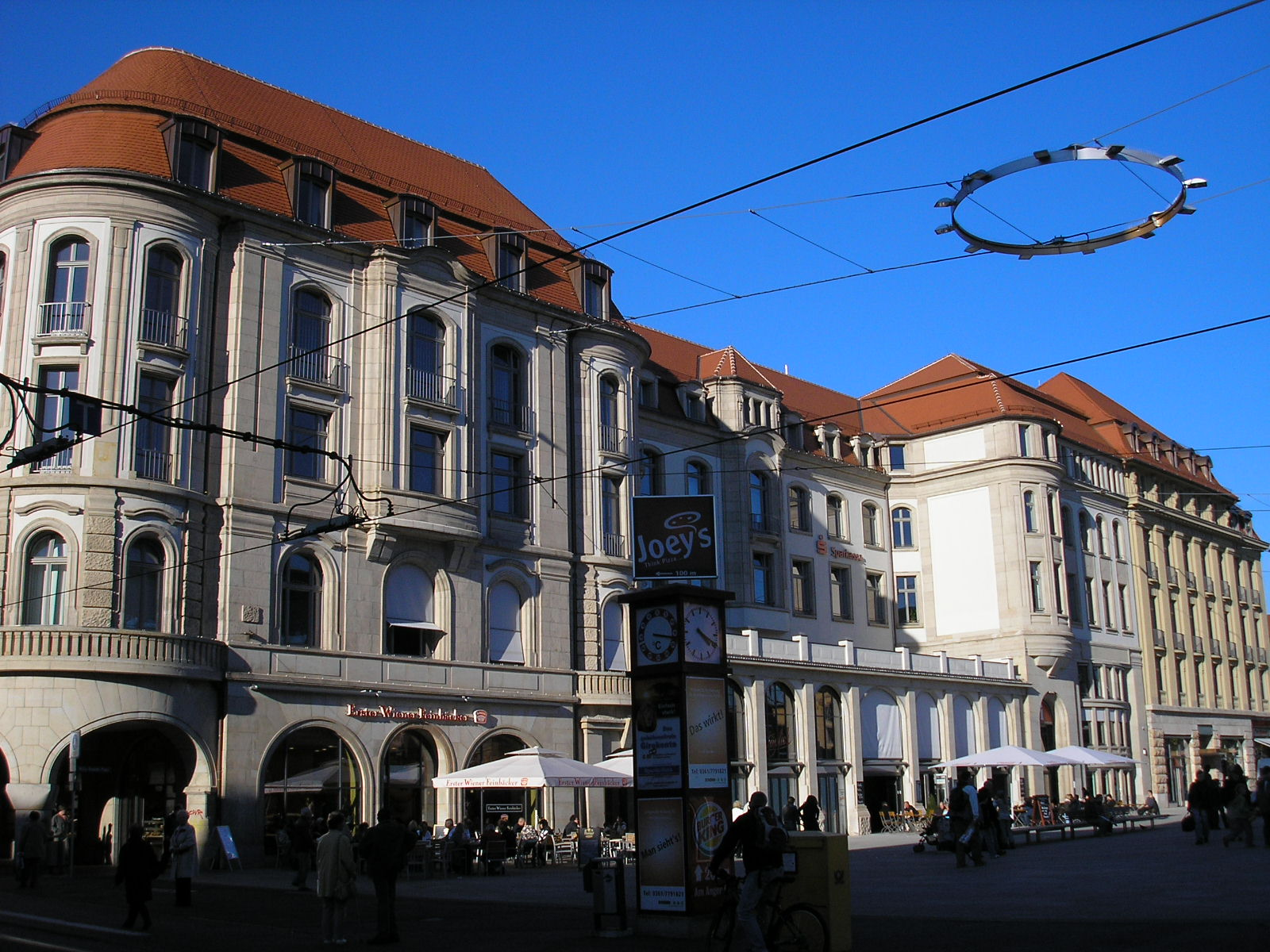
Der Erfurter Hof im Oktober 2007

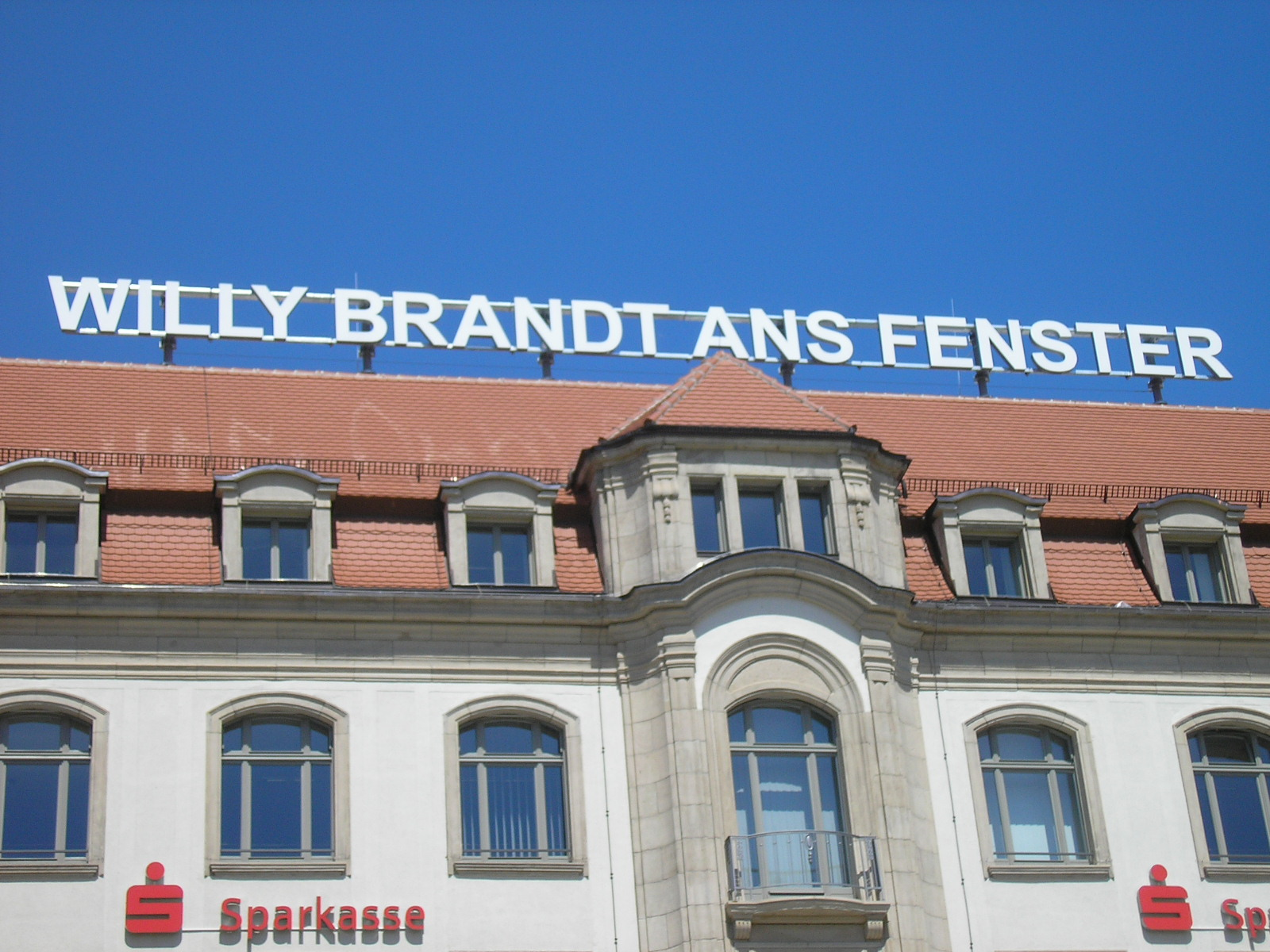
Willy-Brandt-Denkmal auf dem Dach des Hauses

Der Erfurter Hof ist ein ehemaliges Hotel am Willy-Brandt-Platz in Erfurt. Es bestand von vor 1872 und wurde 1995 geschlossen. Hier fand 1970 das erste deutsch-deutsche Gipfeltreffen zwischen Willy Brandt und Willi Stoph statt.

## Geschichte

### Entstehung und Bewirtschaftung bis zum Zweiten Weltkrieg
Erstmals erwähnt wurde im Jahr 1872 ein Ensemble „Erfurter Hof“ am Bahnhofsplatz 1–3. Nach dem Neubau des Erfurter Hauptbahnhofs um das Jahr 1890 folgte 1904/05 ein Hotelneubau nach Plänen von Otto March und 1914/1916 eine Erweiterung um das Haus Kossenhaschen nach Plänen des Erfurter Architekten Arthur Hügel. Das Hotel des Gastronomieunternehmers Georg Kossenhaschen galt als „erstes Haus am Platze“ in Erfurt und zählte zu den führenden Hotels Europas. 1923 entstand im Erdgeschoss das Palast-Café. 
1926/27 machte der Auftritt des Hochstaplers Harry Domela das Hotel deutschlandweit bekannt.

### Verstaatlichung und Ausbau als Interhotel der DDR
Obwohl direkt am Bahnhof gelegen, überstanden die Häuser den Zweiten Weltkrieg unbeschadet. 1948 wurden beide Hotels in „Erfurter Hof“ umbenannt, enteignet und in Staatseigentum überführt. In den folgenden 20 Jahren wurde das Hotel mehrfach umgebaut und verlor dabei den prächtigen Dachabschluss in Form von Kuppeln und Giebeln zugunsten eines einfachen Mansarddaches. 1965 wurde der Erfurter Hof eines von zwölf Interhotels der DDR. Es gab neben den Hotelzimmern noch die Frühstücksräume des Pilsner, das Palast-Café, die Regina-Bar und den Winzerkeller. International bekannt wurde der Erfurter Hof 1970, als darin das erste deutsch-deutsche Gipfeltreffen zwischen Willy Brandt und Willi Stoph stattfand. Dabei stürmten die Massen trotz Polizei- und Stasi-Absperrungen den Bahnhofsplatz und riefen „Willy! Willy!“. Rasch folgten die eindeutigen Rufe „Willy Brandt ans Fenster!“, worauf sich der westdeutsche Kanzler kurz am Fenster des Hauses zeigte. In den Jahren hatte das Hotel ca. 160 Mitarbeiter.

### Privatisierung, Schließung und Erinnerungskultur nach der Wende
Nach der Wiedervereinigung wurde der Erfurter Hof wie die anderen Interhotels von der Treuhandanstalt übernommen. 1991 verkaufte die Treuhand die Interhotel AG an die Klingbeil-Gruppe, die jedoch bei ihrem Versuch, den Erfurter Hof weiterzubetreiben, scheiterte. 1995 übernahm die Deutsche Bank und die Depfa Bank die Deutsche Interhotel Holding GmbH & Co. KG mit allen Häusern im Jahr 1995 von der Berliner Trigon-Gruppe (vormals Klingbeil-Groenke-Guttmann-Gruppe). Das Hotel wurde am 30. Juni 1995 geschlossen und stand bis 2004 leer.
Ende der 90er Jahre stellte der Thüringer Wirtschaftsminister Franz Schuster 40 Millionen DM zur Förderung eines Fünf-Sterne-Hotels in Erfurt bereit, da das Land ein Luxushotel in der Landeshauptstadt für notwendig hielt. Am 26. März 2003 beschloss der Rat der Stadt Erfurt, damit die Sanierung des Erfurter Hof als Fünf-Sterne-Hotel zu fördern. Daraufhin erwarb die LEG Thüringen unter der Führung von Reinhold Stanitzek den Erfurter Hof, jedoch nicht mit dem Ziel, hierzu einen geeigneten Investor und Betreiber zu finden, sondern um eine Konkurrenz für ein geplantes 5-Sterne-Hotel im LEG-eigenen Brühl zu verhindern und stattdessen den Neubau eines Fünf-Sterne-Hotels im Brühl vom Land gefördert zu bekommen. Den Erfurter Hof baute die LEG danach mit Landesmitteln zu einem Büro- und Geschäftshaus um, er wurde am 8. September 2007 wiedereröffnet. Dieser Vorgang wurde Gegenstand eines 2004 eingesetzten Untersuchungsausschusses des Thüringer Landtages, der 2009 seinen Abschlussbericht vorlegte.
Am 27. Januar 2009 genehmigte die Bau-Stadtverwaltung – nach längerer, kontroverser Debatte – die Errichtung eines Denkmals in Form einer Leuchtschrift Willy Brandt ans Fenster des Berliner Künstlers David Mannstein auf dem Dach des Erfurter Hofes. Das Denkmal wurde am 20. Mai 2009 feierlich eingeweiht. 
Die ehemaligen Mitarbeiter des Hotels, zeitweise über 300, treffen sich alljährlich in Erfurt, um Erinnerungen auszutauschen. Am 26. August 2017 fand ein solches Treffen bereits zum 20. Mal statt.

## Film
- Der Erfurter Hof – Die Geschichte eines Luxushotels. Ein Film von Rainer Erices und Jan Schönfelder. MDR, Erstausstrahlung am 5. September 2007.